# Station Haaltert
Station Haaltert is een spoorwegstation langs spoorlijn 89 (Denderleeuw - Kortrijk) in de gemeente Haaltert. Het station maakt deel van het S-netwerk of het GEN rond Brussel. Haaltert kan mooie instapcijfers voorleggen en is na Burst het 2de belangrijkste kleine station op de lijn 89. Door de snelle verbinding met Brussel is het station van Haaltert niet alleen bij inwoners van Haaltert in trek, maar ook bij inwoners van de randgemeente van Aalst (Terjoden & Erembodegem) en Ninove (Lebeke, Nederhasselt, Aspelare en Voorde). Voor de randgemeentes van Ninove is Haaltert een waardig alternatief voor het station van Denderleeuw, doordat er tot drie rechtstreekse treinen van en naar Brussel zijn in de spits.
In 1868 opende het station van Haaltert toen de spoorlijn Denderleeuw - Kortrijk, die door de Société des chemins de fer de l'Ouest de la Belgique aangelegd werd, gereed kwam. Zoals gebruikelijk kregen alle stations langs de lijn hetzelfde ontwerp mee. Het betreft een vereenvoudigde versie van een stationstype van de Est-Belge. Het sobere gebouw bestaat uit een hoog middendeel vergezeld van twee lagere vleugels, zowel de vleugels als het middendeel zitten onder een zadeldak. Het centrale gedeelte bestaat uit drie openingen, de vleugels tellen twee traveeën. Alle gelijkvloerse openingen in het gebouw zijn rondbogig. De ramen in het hoge gedeelte op het eerste verdiep zijn getoogd. Aan het gebouw is in de loop der jaren weinig veranderd. Wel is de vleugel langs de straatkant verlengd met een één verdieping tellend bouwsel met een plat dak. De staat van het station is belabberd te noemen: het gebouw is totaal verouderd en het sanitair is eigenlijk niet bruikbaar. In 2005 werd het stationsgebouw beschermd als monument.
Om de sporen over te steken is geen speciale infrastructuur voorzien, reizigers dienen de overweg te gebruiken. De grote omweg die dit kost zorgt herhaaldelijk voor 'spooroverstekers'.
Medio 2010 werd in het kader van het GEN (Gewestelijk ExpresNet rond Brussel), het station van Haaltert volledig gemoderniseerd. De perrons werden verhard en naar een standaardhoogte van 76 centimeter gebracht. Er kwam ook nieuwe verlichting, nieuwe bijkomende schuilhuisjes en nieuwe zitbanken.
Fietsenstallingen zijn te vinden langsheen beide perrons: aan de voet van het stationsgebouw (perron 1) en naast de pendelaarsparking aan perron 2. Tevens zijn er twee parkings te vinden in de onmiddellijke omgeving van het station, hiervan is een in particuliere handen.
Sinds 28 juni 2013 zijn de loketten van dit station gesloten en is het een stopplaats geworden.

## Galerij

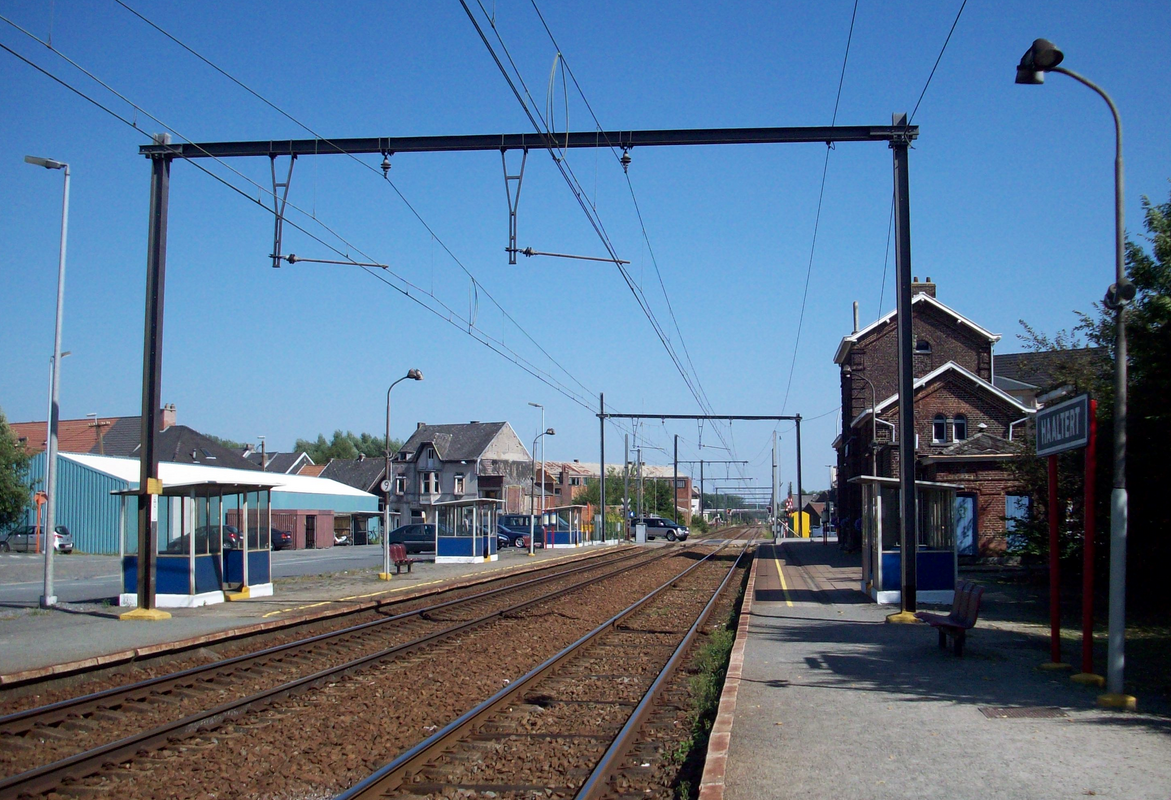
Zicht op hert perron
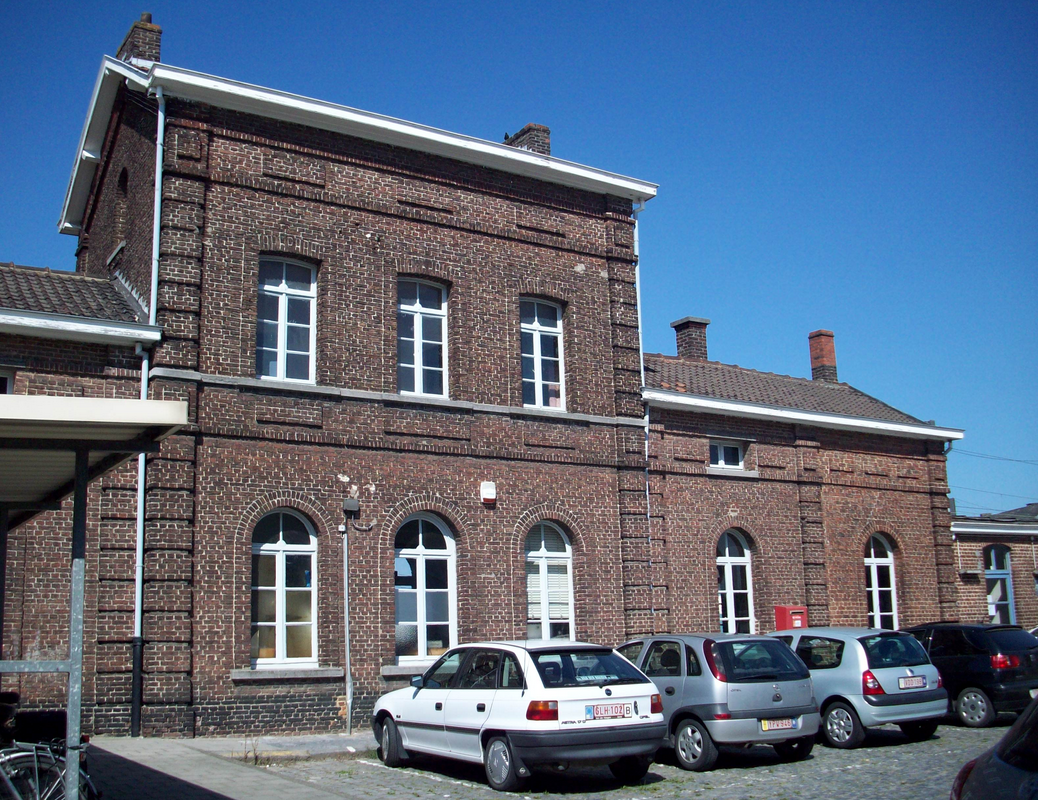
Stationsgebouw
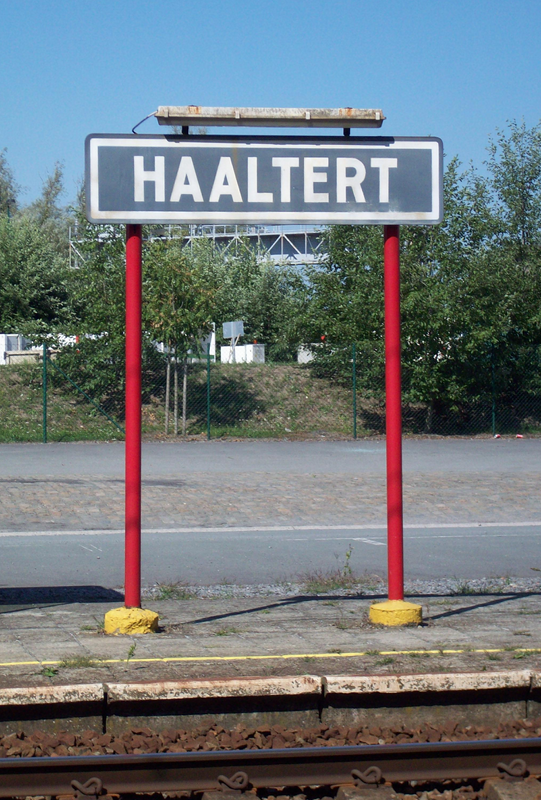
Naambord station Haaltert
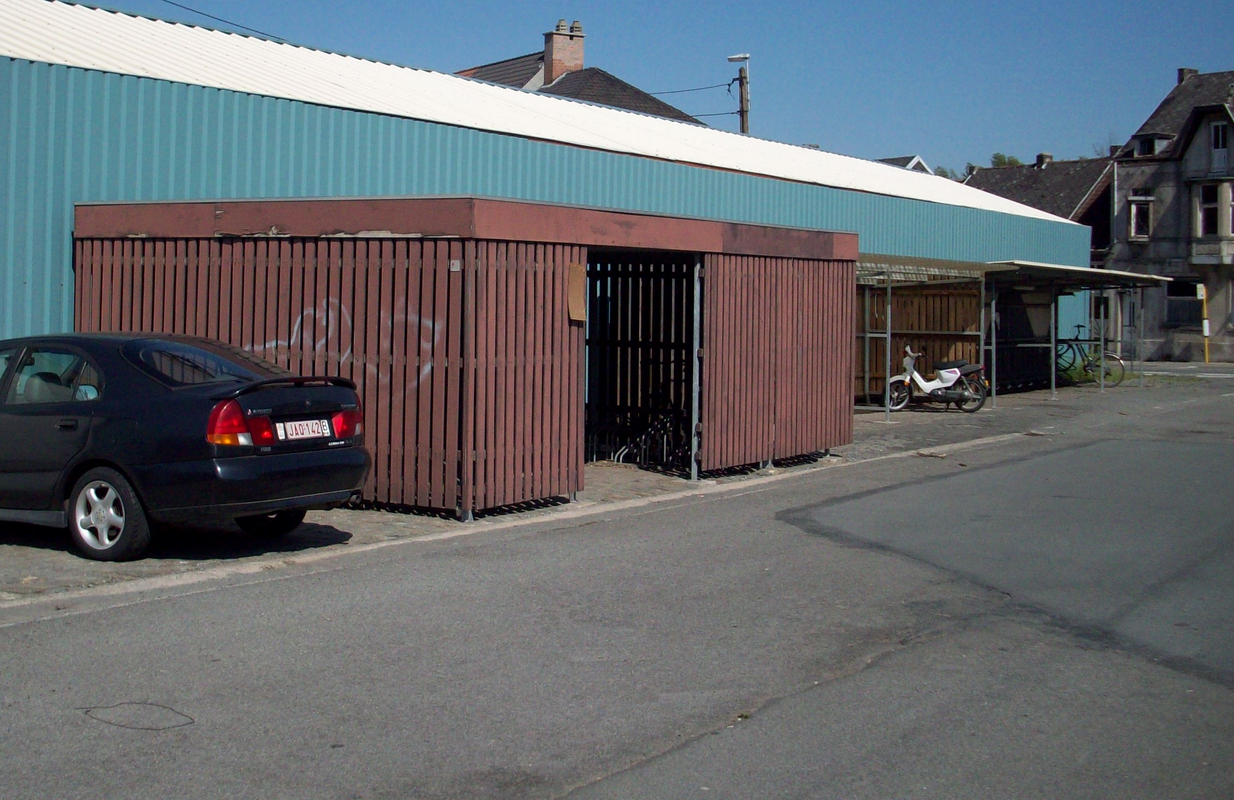
Fietsenstalling

## Treindienst
| Serie       | Treinsoort          | Route                                                                               | Bijzonderheden |
| ----------- | ------------------- | ----------------------------------------------------------------------------------- | --- |
| S 8         | GEN (NMBS)          | Zottegem – Haaltert – Brussel-Zuid – Brussel-Schuman – Ottignies – Louvain-la-Neuve | Rit naar Zottegem rijdt niet in het weekend. Een rit rijdt dagelijks tussen Brussel-Zuid - Ottignies. Een rit rijdt dagelijks tussen Ottignies - Louvain-la-Neuve. |
| P 7950/8950 | Piekuurtrein (NMBS) | Kortrijk – Haaltert – Brussel-Zuid – Schaarbeek                                     | Rijdt alleen op werkdagen. |

## Reizigerstellingen
De grafiek en tabel geven het gemiddeld aantal instappende reizigers weer op een week-, zater- en zondag.
| Tabel: aantal instappende reizigers station Haaltert | Tabel: aantal instappende reizigers station Haaltert | Tabel: aantal instappende reizigers station Haaltert | Tabel: aantal instappende reizigers station Haaltert |
|                                                      | Weekdag                                              | Zaterdag                                             | Zondag                                               |
| ---------------------------------------------------- | ---------------------------------------------------- | ---------------------------------------------------- | ---------------------------------------------------- |
| 1977                                                 | 1 135                                                | 61                                                   | 36                                                   |
| 1978                                                 | 1 044                                                | 83                                                   | 57                                                   |
| 1979                                                 | 1 073                                                | 74                                                   | 38                                                   |
| 1980                                                 | 1 083                                                | 50                                                   | 54                                                   |
| 1981                                                 | 1 073                                                | 29                                                   | 39                                                   |
| 1982                                                 | 966                                                  | 62                                                   | 45                                                   |
| 1983                                                 | 969                                                  | 49                                                   | 41                                                   |
| 1984                                                 | 1 013                                                | 41                                                   | 47                                                   |
| 1985                                                 | 915                                                  | 52                                                   | 49                                                   |
| 1986                                                 | 743                                                  | 43                                                   | 48                                                   |
| 1987                                                 | 695                                                  | 35                                                   | 32                                                   |
| 1988                                                 | 759                                                  | 46                                                   | 24                                                   |
| 1989                                                 | 734                                                  | 28                                                   | 24                                                   |
| 1990                                                 | 693                                                  | 17                                                   | 14                                                   |
| 1991                                                 | 691                                                  | 35                                                   | 24                                                   |
| 1992                                                 | 743                                                  | 24                                                   | 19                                                   |
| 1993                                                 | 691                                                  | 30                                                   | 21                                                   |
| 1994                                                 | 729                                                  | 50                                                   | 35                                                   |
| 1995                                                 | 659                                                  | 65                                                   | 50                                                   |
| 1996                                                 | 723                                                  | 83                                                   | 60                                                   |
| 1997                                                 | 729                                                  | -                                                    | 27                                                   |
| 1998                                                 | 589                                                  | 74                                                   | 40                                                   |
| 1999                                                 | 591                                                  | 54                                                   | 54                                                   |
| 2000                                                 | 667                                                  | 52                                                   | 56                                                   |
| 2001                                                 | 593                                                  | 66                                                   | 49                                                   |
| 2002                                                 | 656                                                  | 48                                                   | 55                                                   |
| 2003                                                 | 675                                                  | 70                                                   | 60                                                   |
| 2004                                                 | 548                                                  | 78                                                   | 90                                                   |
| 2005                                                 | 595                                                  | 70                                                   | 100                                                  |
| 2006                                                 | 587                                                  | 82                                                   | 78                                                   |
| 2007                                                 | 614                                                  | 98                                                   | 74                                                   |
| 2008                                                 | -                                                    | -                                                    | -                                                    |
| 2009                                                 | 574                                                  | 84                                                   | 55                                                   |
| 2010                                                 | -                                                    | -                                                    | -                                                    |
| 2011                                                 | -                                                    | -                                                    | -                                                    |
| 2012                                                 | 507                                                  | 122                                                  | 68                                                   |
| 2013                                                 | 543                                                  | 74                                                   | 89                                                   |
| 2014                                                 | 521                                                  | 84                                                   | 76                                                   |
| 2015                                                 | 555                                                  | 93                                                   | 88                                                   |
| 2016                                                 | 504                                                  | 133                                                  | 91                                                   |
| 2017                                                 | 593                                                  | 149                                                  | 127                                                  |
| 2018                                                 | 578                                                  | 133                                                  | 110                                                  |
| 2019                                                 | 457                                                  | 122                                                  | 130                                                  |
| 2020                                                 | 240                                                  | 91                                                   | 88                                                   |
| 2021                                                 | -                                                    | -                                                    | -                                                    |
| 2022                                                 | 741                                                  | 216                                                  | 191                                                  |
| 2023                                                 | 727                                                  | 142                                                  | 129                                                  |
| 2024                                                 | 704                                                  | 278                                                  | 171                                                  |

0,0: Denderleeuw ·
2,1: Welle ·
3,9: Haaltert ·
6,5: Ede ·
11,2: Burst ·
13,0: Terhagen ·
14,3: Herzele ·
16,0: Hillegem ·
17,6: Leeuwergem ·
20,2: Zottegem ·
25,8: Roborst ·
27,5: Munkzwalm ·
30,0: Sint-Denijs-Boekel ·
32,5: Welden ·
34,7: Ename ·
37,5: Oudenaarde ·
41,0: Petegem ·
43,2: Elsegem ·
45,7: Anzegem ·
49,1: Sterhoek ·
53,8: Vichte ·
56,6: Deerlijk ·
59,8: Stasegem ·
63,3: Kortrijk